# Anteo Zamboni
Anteo Zamboni (11. dubna 1911, Bologna – 31. října 1926, Bologna) byl italský anarchista, zastánce propagandy činem, který se pokusil o atentát na Benita Mussoliniho v Boloni 31. října 1926 během průvodu oslavujícího pochod na Řím.

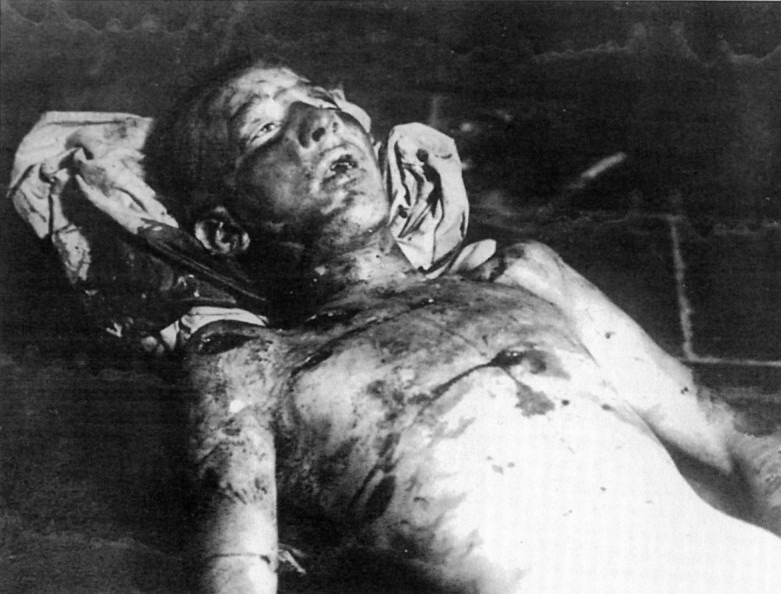
Zamboniho tělo po zlynčování

Zamboni, jehož střela Mussoliniho minula, byl okamžitě napaden a lynčován černými košilemi (fašistickou četou, squadristi). Muž, který jej zadržel a identifikoval jako možného střelce byl jezdecký důstojník Carlo Alberto Pasolini, otec filmového režiséra Piera Paola Pasoliniho. Akce byla využita jako politická páka fašistické vlády ke zrušení svobod a rozpuštění zbývajících opozičních stran. Po útoku byl jeho otec a teta odsouzeni k vězení z možného ovlivnění Zamboniho.
Jeho jméno nese ulice v Bologni – Mura Anteo Zamboni. Ve filmu o pokusu o atentát od Gianfranca Mingozziho, Gli ultimi tre giorni (1978), Zamboniho hrál Franco Lotterio. Zamboniho pokus o atentát a lynčování jsou také popsány ve filmu Láska a anarchie (1973).